# 柏山寺乡
柏山寺乡，是中华人民共和国山西省临汾市吉县下辖的一个乡镇级行政单位。

## 行政区划
柏山寺乡下辖以下地区：
官庄村、南耀村、圪塔村、黑秀村、白子原村、耀角村、大庄村、白米村、东石泉村、西头村和马泉头村。